# Dani Rodríguez Vázquez
Daniel José Rodríguez Vázquez, conocido como Dani Rodríguez (Betanzos, Galicia, 6 de junio de 1988), es un futbolista español que juega como centrocampista en el R. C. D. Mallorca de la Primera División de España.

## Trayectoria
El 27 de enero de 2010 Rodríguez apareció en su primer partido como profesional, jugando los últimos 25 minutos de una victoria a domicilio por 1-0 contra el Sevilla FC por la Copa del Rey. En agosto del año siguiente se incorpora a UB Conquense, en la Segunda División B.
El 24 de julio de 2012 Rodríguez fichó por Racing de Ferrol, en la cuarta división. Después de lograr el ascenso al final de su primera temporada, renovó su enlace hasta 2015.
El 2 de julio de 2015 Rodríguez se trasladó al Racing de Santander también en el tercer nivel, tras firmar un contrato por tres años. El 27 de julio del año siguiente pasó a formar parte del equipo de liga Albacete Balompié, siendo titular indiscutible ya que su equipo logró el ascenso a Segunda División.
El 8 de octubre de 2017, Rodríguez anotó su primer gol profesional, anotando el gol de la victoria mediante un penalti en la victoria por 2-1 en casa contra el Lorca FC. El 18 de junio siguiente, firmó un contrato de tres años con el RCD Mallorca todavía en primera División, como agente libre.

## Clubes
| Club                             | País   | Año       |
| -------------------------------- | ------ | --------- |
| R. C. Deportivo de La Coruña "B" | España | 2007-2011 |
| Betanzos C. F. (cedido)          | España | 2007-2008 |
| U. B. Conquense                  | España | 2011-2012 |
| Racing Club de Ferrol            | España | 2012-2015 |
| Racing de Santander              | España | 2015-2016 |
| Albacete Balompié                | España | 2016-2018 |
| R. C. D. Mallorca                | España | 2018-act. |